# 二锗化二镍铕
二锗化二镍铕是一种无机化合物，化学式为EuNi2Ge2。它可由相应的元素在氩气保护的电弧炉中高温反应制得。它可以以ThCr2Si2结构结晶。它在约30 K下具有反铁磁性，有效磁矩（μeff）约为7.7 μB。
它的铕元素在2 GPa时会从+2价转变为+3价。